# Schwarz-Weiss Essen
El Schwarz-Weiss Essen es un equipo de fútbol de Alemania que juega en la Oberliga Niederrhein, una de las ligas regionales que conforman la quinta división de fútbol del país.

## Historia
Fue fundado el 11 de abril de 1881 en la ciudad de Essen de la región de Renania del Norte-Westfalia como la sección de fútbol del club multideportivo Essener Turnerbund y sus primeros años fueron un equipo de categoría aficionada.
En 1933 se integra a la Gauliga Niederrhein, una de las ligas de fútbol de primera división que existieron durante el periodo de Alemania nazi bajo el Tercer Reich, donde jugaron hasta que desciende en el año 1943, obteniendo dos subcampeonatos de liga en las temporadas de 1937 y 1940.
En 1951 vuelve a jugar en una liga de primera división, en la Oberliga West y jugó en la primera categoría excepto en las ediciones de 1958, 1959 y 1961 hasta que nace la Bundesliga en 1963, logrando ganar la Copa de Alemania en 1959 venciendo en la final 5-2 l Borussia Neunkirchen.
Luego de la creación de la Bundesliga el club fue relegado a la Regionalliga West, donde estuvo hasta finales de los años 1970 cuando pasó a la 2. Bundesliga Nord y pasa a ser un equipo independiente, descendiendo en 1978 a la Oberliga Niederrhein, donde permaneció hasta que el club desaparece en 2008.
El club es refundado en 2012 como parte de la recién creada NRW-Liga.

## Rivalidades
Su mayor rival históricamente es el otro equipo de la ciudad, el Rot-Weiss Essen, equipo al que han enfrentado en eventos importantes como en la Copa de Alemania 1959 en la que los eliminaron en la primera ronda. Esta rivalidad ha tenido partidos con asistencia que superan los 30000 espectadores, pero el Rot-Weiss Essen demerita tal rivalidad por según ellos carecer de importancia. La rivalidad se centra en un concepto geográfico ya que el Schwarz-Weiss Essen representa al lado sur de la ciudad y el Rot-Weiss Essen representa al norte.

## Palmarés
- DFB-Pokal: 1

1959
- 2. Oberliga West: 1

1961